# 構造平野
構造平野（こうぞうへいや Structural plain）または構造平原は、平野地形の一つ。構造地形のうちの大規模な組織地形に分類される。
ほぼ水平な地層が広範囲に分布するという地質構造に起因した地形である。地表における分布がほぼ楯状地として認識される安定陸塊地域と重なっている。地層が形成されてからプレート移動による構造的な変動（造山運動、断層運動）の影響を受けることなく、非常に長期間に渡って侵食活動を受けて準平原化し、あるいは難侵食性の地層が差別浸食を受けて残り、それが広域の平野地形となったものである。例としては、北アメリカ大陸の中央平原があげられる。
構造平野は古生代から中生代にかけて堆積した地層が、緩やかな侵食を受けてできた平坦地なので、新生代になってから形成された日本列島には存在しない。